# لوكاس فالنر
لوكاس فالنر (بالألمانية: Lukas Wallner)‏ هو لاعب كرة قدم نمساوي، ولد في 26 أبريل 2003.

## وصلات خارجية
- لوكاس فالنر على موقع الاتحاد الأوربي (الإنجليزية)
- لوكاس فالنر على موقع قاعدة بيانات كرة القدم.إي يو (الإنجليزية)
- لوكاس فالنر على موقع عالم كرة القدم.نت (الإنجليزية)